# Quédate conmigo
Quédate conmigo – singel Pastory Soler, wydany 30 marca 2012, pochodzący z albumu Una mujer como yo: Versión Eurovisión. Utwór skomponowali Tony Sánchez-Ohlsson, Thomas G:son i Erik Bernholm, a tekst napisał Tony Sánchez-Ohlsson.
Piosenka wygrała finał hiszpańskich preselekcji do Eurowizji Eurovisión: Pastora Soler i reprezentowała Hiszpanię w Konkursie Piosenki Eurowizji 2012 w azerskim mieście Baku. Dzięki temu, że Hiszpania należy do grupy krajów „wielkiej piątki”, utwór został zaprezentowany od razu w finale konkursu, w którym ostatecznie zajął 10. miejsce z 97 punktami, co oznaczało, że Hiszpania po raz pierwszy od 2004 znalazła się w Top 10 konkursu.
Oficjalny teledysk do utworu został opublikowany na YouTube 19 marca 2012. Klip skupia się głównie na Pastorze Soler, przy średnich ujęciach i zbliżeniach na nią na czarnym tle. Ujęcia te są pokazywane na przemian z ujęciami, w których występuje po kilka tancerzy.

## Historia wydania
Utwór został wydany w pierwszej wersji 28 lutego 2012 w Hiszpanii, na EP-ce Especial Eurovisión zawierającej 4 piosenki kandydujące do reprezentowania Hiszpanii w Konkursie Piosenki Eurowizji 2012.
Ostateczna wersja piosenki została wydana w specjalnej reedycji ostatniego wówczas albumu Pastory Soler Una mujer como yo, która ukazała się 27 marca 2012 pod nazwą Una mujer como yo: Versión Eurovisión. Ta sama wersja utworu została wydana również jako singiel 30 marca 2012.
Pastora Soler nagrała także angielską wersję piosenki o tytule „Stay With Me”, która została wydana 24 lipca 2012.

## Lista utworów
- Digital download[9]

1. „Quédate conmigo” – 3:02
2. „Quédate conmigo” (Wersja karaoke) – 3:08

## Pozycje na listach sprzedaży
| Kraj              | Notowanie (2012) | Najwyższa pozycja |
| ----------------- | ---------------- | ----------------- |
| Belgia (Flandria) | Ultratop 50      | 76                |
| Hiszpania         | PROMUSICAE       | 6                 |